# Johanna Kruit
Johanna Anna Kruit (Zoutelande, 14 december 1940) is een Nederlands schrijfster.

## Biografie
Kruit groeide op als een na oudste in een gezin van elf kinderen. Haar vader was boekhandelaar. Kruit bezocht de mulo en werkte daarna als verpleegster in een kindersanatorium. Daarna had ze een tijdje een jeugdrubriek in een regionale krant. Toen ze op latere leeftijd last kreeg van een hernia en ze lange tijd op bed moest gaan liggen begon ze met schrijven.
In 1976 debuteerde bij uitgeverij WEL het boek Achter een glimlach. In 1989 kwam haar eerste kinderboek Als een film in je hoofd uit. Hierna ging ze verhalen en gedichten schrijven voor Vrij Nederland, Margriet, Okki, Taptoe en Mik-Mak. In 1996 kreeg ze een Vlag en Wimpel voor haar jeugdbundel Zoals wind om het huis. Kruit wordt samen met de schrijvers Leendert Witvliet, Wiel Kusters, Remco Ekkers en Ted van Lieshout gerekend tot de zogenoemde Blauw Geruite Kiel-groep. Kruit bezoekt scholen en bibliotheken in Nederland, waar ze voorleesdagen geeft.

### Privé
Kruit is getrouwd en heeft twee kinderen.